# 一柳末英
一柳 末英（ひとつやなぎ すえふさ）は、江戸時代中期から後期にかけての大名。播磨国小野藩6代藩主。官位は従五位下土佐守、左京亮。『寛政重修諸家譜』編纂時の当主である。

## 略歴
5代藩主・一柳末栄の長男として江戸にて誕生。
安永4年（1775年）8月15日、10代将軍徳川家治にお目見えする。安永8年（1779年）9月16日、父の隠居で家督を継ぐ。同年12月16日、従五位下土佐守に叙任する。安永9年4月18日、初入国する許可を得る。駿府加番となった。
文化元年（1804年）7月5日、病を理由に次男・末昭に家督を譲って隠居し、文化7年（1810年）7月14日に53歳で死去した。墓所は東京都渋谷区広尾の祥雲寺。

## 系譜
- 父：一柳末栄（1725-1799）
- 母：真田信弘の娘
- 正室：板倉勝任の養女 - 板倉勝承の娘
  - 次男：一柳末昭（1790-1812）
- 生母不明の子女
  - 三男：一柳末周（1791-1853）